# East Newnan
East Newnan est une census-designated place située dans le comté de Coweta, dans l’État de Géorgie, aux États-Unis. Lors du recensement de 2020, elle comptait 1 022 habitants.